# Charles Géli

a Compétitions nationales et continentales officielles uniquement.

Dernière mise à jour le 24 novembre 2019.
Charles Géli, né le 26 mars 1987 à Toulouse, est un joueur de rugby à XV français évoluant au poste de talonneur au sein de l'effectif de l'USA Perpignan.
Il met un terme à sa carrière en 2018 alors qu'il a seulement 31 ans. Il déclare qu'il « a l’impression de ne plus correspondre à ce que le rugby attend, d’être en marge » et partir sans regrets. Il reprend finalement sa carrière professionnelle après une année en amateur au sein de son club formateur, l'USA Perpignan.

## Carrière

### En club
- 2007-2012 : USA Perpignan
- 2012-2018 : Montpellier Hérault rugby
- 2018-2019 : SC Leucate Corbières Méditerranée XV
- Depuis 2019 : USA Perpignan

## Palmarès

### En club
- Championnat de France :
  - Champion : 2009 avec Perpignan